# 加菲尔德县 (华盛顿州)
加菲爾德縣（英語：Garfield County）是美国华盛顿州東南部的一個縣，蛇河在構成了北部邊界，南界俄勒冈州，面積1,860平方公里。根據2020年美國人口普查，共有人口2,286人，是全州人口最少的縣。人口密度每平方公里1.2人，也是全州最稀的縣。縣治波默羅伊。該郡於1881年11月29日自哥倫比亞縣分出，於1883年分出阿索廷县。縣名紀念第二十任總統詹姆斯·艾布拉姆·加菲尔德。

## 地理
根據美国人口普查局統計，本郡的總面積為1,860平方（718平方英里），其中陸地面積占1,840平方（711平方英里）、水域面積占21平方（8平方英里） （1.0%）。本郡是帕卢斯——位於哥倫比亞河流域中央，廣闊、起伏，像大草原般的地區——的一部分。

### 地理特色
- 蛇河

### 主要公路
- 12号美国国道
- 127號華盛頓州州道（英语：Washington State Route 127）

### 毗鄰郡
- 北－惠特曼縣
- 東－阿索廷县
- 南－瓦洛瓦縣
- 西－哥倫比亞縣

### 國家保護區
- 尤马蒂拉国家森林（部分）

## 資料來源
1. ↑  . 美國人口調查局.   [2014-01-07]. （原始内容存档于2011-07-10）.
2. ↑  . HistoryLink. 2010-06-13  [2014-01-19]. （原始内容存档于2008-01-19）.
3. ↑  Dougherty, Phil. . HistoryLink. 2006-02-14  [2014-01-19]. （原始内容存档于2013-12-31）.
4. ↑  . United States Census Bureau. 2011-02-12  [2011-04-23].

## 延伸閱讀
- Frank T. Gilbert, Historic Sketches:  Walla Walla, Columbia and Garfield Counties,Washington Territory,  (Portland, OR:  A.G. Walling Printing House, 1882)